# Posebni rezervat
Posebni rezervat, vrsta zaštićenog područja. Jedna je od devet vrsta zaštićenih područja u Hrvatskoj. Namjena mu je očuvanje radi svoje jedinstvenosti, rijetkosti ili reprezentativnosti, a osobitog je znanstvenog značenja. Razina upravljanja je državna, županijska, općinska i gradska. Proglašava ga Vlada RH.
Posebni rezervat je područje kopna i/ili mora od osobitog značenja zbog jedinstvenih, rijetkih ili reprezentativnih prirodnih vrijednosti, ili je ugroženo stanište ili stanište ugrožene divlje vrste, a prvenstveno je namijenjen očuvanju tih vrijednosti. U njemu nisu dopušteni zahvati i djelatnosti koje mogu narušiti svojstva zbog kojih je proglašen. Dopušteni su zahvati i djelatnosti kojima se održavaju ili poboljšavaju uvjeti važni za očuvanje svojstava zbog kojih je proglašen rezervatom.
U Republici Hrvatskoj zaštićeno je zaštićeno 77 posebnih rezervata, od čega su 36 rezervata šumske vegetacije, 21 ornitološki, 9 botaničkih, po 2 rezervata u moru, zoološka, ihtiološka i ihtiološko-ornitološka te po jedan paleontološki, geografsko-botanički i botaničko-zoološki rezervat.